# Florica Bucur
Florica Bucur   (valor desconegut, 18 de maig de 1959) és una ex-remadora romanesa que va competir durant les dècades de 1970 i 1980.
El 1980 va prendre part en els Jocs Olímpics de Moscou, on guanyà la medalla de bronze en la competició del vuit amb timoner del programa de rem. En el seu palmarès també destaca una medalla de bronze al Campionat del món de rem de 1981.